# En (Album)
En (Eigenschreibweise en) ist ein Soloalbum des Schlagzeugers Etienne Nillesen. Die im April 2023 im Kammermusiksaal des Deutschlandfunks in Köln entstandenen Aufnahmen erschienen am 6. September 2024 auf dem norwegischen Label Sofa Music.

## Hintergrund
Der in Köln lebende Niederländer Etienne Nillesen nahm das Album im April 2023 im Kammermusiksaal des Deutschlandfunks in Köln in einem einzigen Take ohne Overdubs und Elektronik auf. Nillesen nutzt einen dünnen Malletschlägel, um sanfte, nachklingende Bewegungen, anhaltende Tonhöhen, harmonische Schichten und Obertöne auf der körnigen Oberfläche und dem Holzrahmen der kleinen Trommel auszulösen.
Das Cover-Artwork stammt von der in Köln lebenden bildenden Künstlerin Eva Jeske, die bereits zuvor andere Artworks für Nillesens Alben geschaffen hat.

## Titelliste
- Etienne Nillesen: en (SOFA)

1. en 32:13

## Rezeption
„Manchmal braucht man nicht mehr als eine einsame Snaredrum, um ein intimes, aber komplexes, eigenwilliges Klanguniversum zu erschaffen“, schrieb Eyal Hareuveni in Salt Peanuts. Etienne Nillesen tue dies auf en, indem er die vielfältigen tonalen und zeitlichen Feinheiten des scheinbar begrenzten minimalistischen Setups erkundet und dabei längere Dauern [des Klangs] einsetzt, die allmähliche Variationen in der Textur, der Obertonkomplexität und psychoakustischen Phänomenen betonen. En würde ein 32-minütiges, geheimnisvolles und höchst eindringliches Werk bieten.
Nate Wooley vergleicht in den Liner Notes des Albums die stille Atmosphäre von Nillesens Werk mit der Art und Weise, wie die Dichterin Anne Carson das Wort „Stille“ verwendete, um „den reichen Lehm unerschlossenen emotionalen Materials zu beschreiben, der direkt unter der Oberfläche unseres banalen Alltagslebens liegt“. Nillesen „gräbt unter der Alltäglichkeit der Trommel, um eine verborgene Stimme an die Oberfläche zu locken. Sein nie endender Klang präsentiert uns eine ans Licht gebrachte Wahrheit“, schließt Wooley.